# Calling All Angels
Calling All Angels is een nummer van de Amerikaanse rockzanger Lenny Kravitz uit 2004. Het is de vierde single van zijn zevende studioalbum Baptism.
"Calling All Angels" is een rustige ballad, en een van de wat kleinere liedjes op het album "Baptism". Het nummer flopte in Amerika, maar kende wel bescheiden hitsucces in het Duitse en Nederlandse taalgebied. In de Nederlandse Top 40 werd de 33e positie gehaald, en in Vlaanderen de 13e positie in de Tipparade.